# Leroy Pickett
Leroy Pickett (* um 1900; † nach 1926) war ein US-amerikanischer Blues- und Jazz-Musiker (Geige) und Bandleader.

## Leben und Wirken
Pickett arbeitete in den 1920er-Jahren mit Cow Cow Davenport („Stealin' Blues“, 1934), Ma Rainey („Grievin' Hearted Blues“, 1927), Bernie Young („Every Saturday Night“) und Ivy Smith („My Own Man Blues“, Paramount 1927). Mit der Band von Jimmy Blythe begleitete er die Sängerin Viola Bartlette („Quit Knocking on My Door“). Mit dem Pianisten Tiny Parham leitete er in Chicago die Parham-Pickett Apollo Syncopators (u. a. mit Charlie Lawson), mit der er 1926 für Paramount Titel wie „Alexander, Where’s That Band?“ oder „Mojo Strut“ einspielte. Im Bereich des Jazz war er zwischen 1926 und 1927 an sechs Aufnahmesessions beteiligt.

## Diskographische Hinweise
- New York to Chicago 1923–1928 (Biograph Records)